# Wildwasserrennsport-Weltmeisterschaften 2023
Die Kanuwildwassersprint-Weltmeisterschaften 2023 fanden vom 9. bis 11. Juni 2023 am Eiskanal in Augsburg statt. Es waren die siebten reinen Sprint-Weltmeisterschaften im Wildwasserrennsport. Augsburg sprang kurzfristig als Austragungsort für die ursprünglich vom Weltverband an den chinesischen Kanuverband vergebenen Weltmeisterschaften ein.
Insgesamt wurden elf Wettbewerbe ausgetragen. Im Kajak-Einer und auch im Canadier-Einer fanden sowohl bei Männern als auch Frauen Einzel- und Teamwettbewerbe statt. Im Canadier-Zweier wurden gab es bei den Männern und Frauen jeweils ein Einzelwettbewerb und bei den Männern zusätzlich ein Teamwettbewerb.
Mit sechs von elf Titeln und 12 von 32 möglichen Medaillen war Frankreich stärkste Nation im Medaillenspiegel. Gastgeber Deutschland sicherte sich je eine Gold-, Silber- und Bronzemedaille.

## Ergebnisse

### Männer

#### Kajak
| Wettbewerb | Gold                                            | Gold    | Silber                                                         | Silber  | Bronze                                         | Bronze  |
| ---------- | ----------------------------------------------- | ------- | -------------------------------------------------------------- | ------- | ---------------------------------------------- | ------- |
| K1         | Anže Urankar                                    | 59,93 s | Simon Oven                                                     | 60,15 s | Luca Barone                                    | 60,19 s |
| K1 Team    | SlowenienNejc Žnidarčič Simon Oven Anže Urankar | 63,84 s | DeutschlandYannic Lemmen Björn Beerschwenger Joshua Piaskowski | 64,32 s | FrankreichHugues Moret Luca Barone Elias Blais | 65,52 s |

#### Canadier
| Wettbewerb | Gold                                                                                            | Gold    | Silber                                                                                       | Silber  | Bronze                                                                                           | Bronze  |
| ---------- | ----------------------------------------------------------------------------------------------- | ------- | -------------------------------------------------------------------------------------------- | ------- | ------------------------------------------------------------------------------------------------ | ------- |
| C1         | Charles Ferrion                                                                                 | 64,82 s | Blaž Cof                                                                                     | 65,55 s | František Salaj                                                                                  | 66,36 s |
| C1 Team    | DeutschlandNormen Weber Janosch Suelzer Andreas Heilinger                                       | 69,55 s | FrankreichNicolas Sauteur Charles Ferrion Matteo Zanni                                       | 70,40 s | TschechienOndřej Rolenc Matěj Vaněk František Salaj                                              | 71,76 s |
| C2         | TschechienOndřej Rolenc Daniel Suchánek                                                         | 64,61 s | FrankreichNicolas Sauteur Théo Viens                                                         | 64,92 s | FrankreichHugues Moret Pierre Troubady                                                           | 64,95 s |
| C2 Team    | FrankreichNicolas Sauteur Théo Viens Manoël Roussin Tanguy Roussin Hugues Moret Pierre Troubady | 70,94 s | TschechienDaniel Suchánek Ondřej Rolenc Matěj Vaněk Karel Rasner Hynek Míka Tomáš Cardoselli | 71,86 s | DeutschlandTim Heilinger Normen Weber Roman Wirtz Janosch Suelzer Moritz Lipperheide Ole Schwarz | 72,91 s |

### Frauen

#### Kajak
| Wettbewerb | Gold                                                 | Gold    | Silber                                                    | Silber  | Bronze                                      | Bronze  |
| ---------- | ---------------------------------------------------- | ------- | --------------------------------------------------------- | ------- | ------------------------------------------- | ------- |
| K1         | Marie Němcová                                        | 66,50 s | Giulia Formenton Lise Vinet                               | 66,64 s | —                                           |         |
| K1 Team    | FrankreichLise Vinet Mathilde Valdenaire Lisa Lebouc | 70,91 s | TschechienMarie Němcová Klára Vaňková Kristina Novosadová | 73,97 s | SlowenienAna Šteblaj Nika Ozimc Živa Jančar | 74,54 s |

#### Canadier
| Wettbewerb | Gold                                                | Gold    | Silber                                                | Silber  | Bronze                                  | Bronze         |
| ---------- | --------------------------------------------------- | ------- | ----------------------------------------------------- | ------- | --------------------------------------- | -------------- |
| C1         | Laura Fontaine                                      | 70,68 s | Marie Němcová                                         | 71,75 s | Cecilia Panato                          | 72,96 s        |
| C1 Team    | FrankreichLaura Fontaine Margot Béziat Elsa Gaubert | 77,62 s | TschechienMarie Němcová Zuzana Dziadková Anna Retková | 78,75 s | nicht vergeben                          | nicht vergeben |
| C2         | FrankreichElsa Gaubert Margot Béziat                | 71,99 s | ItalienAlice Panato Cecilia Panato                    | 72,37 s | SchweizHannah Müller Mona Clavadetscher | 73,11 s        |

## Medaillenspiegel
| Platz  | Land        | Gold | Silber | Bronze | Gesamt |
| ------ | ----------- | ---- | ------ | ------ | ------ |
| 1      | Frankreich  | 6    | 3      | 3      | 12     |
| 2      | Tschechien  | 2    | 3      | 3      | 8      |
| 3      | Slowenien   | 2    | 2      | 1      | 5      |
| 4      | Deutschland | 1    | 1      | 1      | 3      |
| 5      | Italien     | —    | 3      | —      | 3      |
| 6      | Schweiz     | —    | —      | 1      | 1      |
| Gesamt | Gesamt      | 11   | 12     | 9      | 32     |